# نيكولاس بيرسي
نيكولاس بيرسي (بالإنجليزية: Nicholas Percy) هو منافس ألعاب قوى بريطاني، ولد في 6 ديسمبر 1994 في غلاسكو في المملكة المتحدة.

## وصلات خارجية
- نيكولاس بيرسي على موقع الاتحاد الدولي لألعاب القوى (الإنجليزية)
- نيكولاس بيرسي على موقع TFRRS.org (الإنجليزية)
- نيكولاس بيرسي على موقع اتحاد ألعاب الكومنولث (مؤرشف) (الإنجليزية)